# Йосіно (Нара)
Йосіно (яп. 吉野町, よしのちょう, йосіно тьо ) — містечко в Японії, у центральній частині префектури Нара.